# 프랭크 J. 티플러

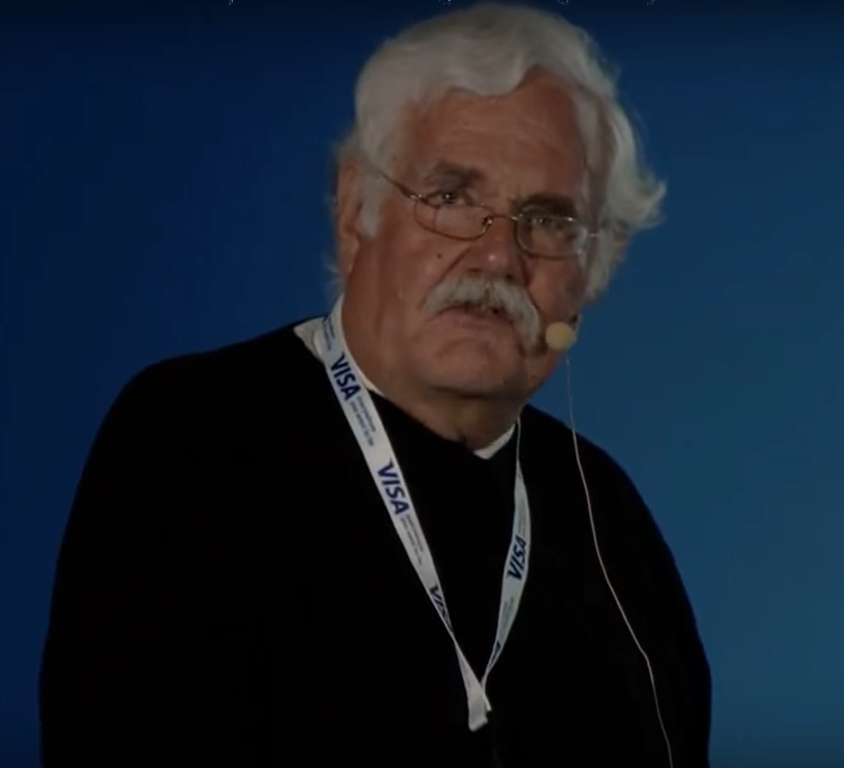

프랭크 제닝스 티플러 3세(영어: Frank Jennings Tipler III, 1947년2월 1일 - )는 수리물리학자이며, 뉴 올리언스에 있는 툴레인 대학교에서 수학과와 물리학과의 교수를 맡고 있다.

## 경력
미국 앨라배마주 Andalusia 출생. 1969년, 매사추세츠 공과대학교에서 물리학 석사학위를 얻었다.
1979년 메릴랜드 대학교에서 박사 학위를 얻었다. 학위 논문의 테마는 일반 상대성 이론에 관한 것으로, 스티븐 호킹과 로저 펜로즈의 기법을 사용하고, 만약 타임 머신이 발명되었을 경우, 그것을 사용하는 것으로 특이점이 형성되는 것을 증명했다. 그 후, 박사후 연구원으로서 물리학자 존 휠러, Abraham Taub, Rainer Sachs, Dennis Sciama와 함께 일했다.
1981년 루이지애나주 뉴올리언즈에 있는 툴레인 대학교 수리물리학 교수가 되어, 이후 같은 대학교에서 교편을 잡고 있다.

## 실적

### 오메가점 우주론
1994년, 티플러는 논의를 일으킨 책 The Physics of Immortality (불사의 물리학)를 출판했다. 그것에 따르면, 티플러는 물리학의 기존의 법칙과 모순되지 않는 형태로 컴퓨터 지성에 의해서 불사성과 사망자의 부활을 위한 기구를 제공할 수 있다고 주장해, 이를 오메가점으로 명명해 신과 같다고 했다. 이 주장의 원이 되는 생각은 지적인 종의 발전에 의해서 과학의 진보가 지수함수적으로 가속되어 최종적으로는 가능한 한 큰 규모로 우주를 제어 가능하게 될 것이라는 것이다. 티플러는 그 과정이 전능의 지성에 의해서 최고점에 이를 것이라고 예측한다. 그 지성의 계산 속도와 저장고의 지수함수 성장이며, 우주의 붕괴 속도를 넘는다. 그에 따라 '경험적 시간'이 무한히 생겨 그 우주의 역사에 일찌기 존재한 모든 지적 생명체의 컴퓨터 모의실험을 실행할 수 있게 된다. 이 가상 현실의 모방을 가리켜 티플러는 '사망자의 부활'이라고 칭하고 있다.
티플러는 기존의 물리 법칙의 침해를 피하려면 오메가점의 존재가 필수라고 주장하고 있다.
네이처 지상에서의 조지 앨리스의 서평에 의하면, 티플러의 오메가점에 관한 책은 '유사 과학의 걸작… 과학이나 철학의 규범의 일반적 제약에 제한되지 않는 풍부한 상상력의 산물'이라고 여겨진다. 마이클 샤마는 저서 Why People Believe Weird Things (왜 사람들은 초자연적인 일을 믿나?)에서 1장을 할애해 티플러의 설의 결함을 열거했다. 한편 옥스퍼드 대학교의 물리학 교수인 데이비드 도이치 (1985년, 양자 계산의 알고리즘을 정식화한 양자 컴퓨터 연구의 선구자)는 티플러의 오메가점은 물리학적으로는 기본적으로 올바르다고 인정했다. 그러나 1997년의 저서 The Fabric of Reality에서 도이치는 티플러의 오메가점의 개념을 중심으로 자리잡으면서, 티플러가 오메가점을 신이라고 한 것은 지지하지 않았다. 하지만, 도이치는 오메가점에 가까운 사회에서는 무한의 계산 자원이 이용 가능하고 (즉, 임의의 유한한 시간에 추가의 자원이 계속적으로 온라인이 된다), (사망자의 부활도 여러 가지 가능 세계도 포함해) 임의의 환경을 모방 가능한 것에는 합의했지만, 이는 논리적으로는 모순되지 않는다.
1986년의 존 D. 배로와의 공저 The Anthropic Cosmological Principle에서는 목적론의 역사를 개관해, 인류의 존재가 가능해지는 다수의 물리학적 우연이 있는 것을 계시 (인간 원리), 우주의 임종을 고찰하고 있다. 이것은 오메가점 이론을 기술한 최초의 저서였다.
2007년의 저서 The Physics of Christianity는 오메가점 이론과 기독교 신학과의 정합성을 분석하고 있다. 동서에서 티플러는 오메가점을 유태교·기독교적 신이라고 해, 특히 기독교 신학의 교의와 일치하고 있다고 했다. 또, 신약에 그려진 예수가 일으켰다고 여겨지는 기적이, 우리가 모의현실 안에 아직 들어가 있지 않다고 해도, 기존의 물리 법칙에 위반하지 않고 실시할 수 있을 가능성을 분석했다(모의현실 안에 있다면, 기적은 용이하게 일으킬 수 있다). 티플러는 지적 설계의 지지자이다.
티플러는 신학자 Wolfhart Pannenberg와 가치가 있는 논의를 실시해 왔다.

### 만물의 양자 중력 이론
Reports on Progress in Physics에 2005년에 게재된 논문에서, 티플러는 1962년에 리처드 P. 파인맨이 발견한 이래, 스티븐 와인바그나 브라이스 디윗들이 독자적으로 발견하고 있어, 올바른 양자 중력 이론이 계속 존재하고 있다고 주장하고 있다. 그러나, 티플러에 의하면 이러한 물리학자는 유한개의 항에서 생기는 분 정도식을 찾고 있었기 때문에, 일관성을 유지하기 위해서보다 고차의 항수를 필요로 하는 성질상 유일한 양자 중력 이론을 버렸다. 티플러는 '그들은 올바른 양자 중력 이론이 일관하는 것은, 어느 경계 조건이 주어졌을 때 뿐인 것을 몰랐다…'라고 쓰고 있다 (경계 조건이란 최초의 빅뱅과 마지막 오메가점, 우주론적 특이점을 포함한다). 티플러는 이 양자 중력 이론의 방정식은 항마다 유한하지만, 각 항을 유한으로 하는 기구에 의해서 항의 열전체는 무한하게 된다고 했다 (즉, 다른 형태로 무한이 시공에 존재하면, 그것은 시공을 불안정하게 해, 한 층 더 우주론적 특이점에 전송되어 그에 따라 우주가 비존재로 즉시 붕괴하는 것을 방지한다). 티플러는 '이것 (무한 급수)이 우리가 할 수 있는 최선이라는 사실은 수학적 근본 원리이다. …이는 복소해석에서의 리우비르의 정리(정수 함수 이외의 모든 해석 함수는 좌표의 원점으로부터 유한의 거리나 무한원의 어딘가에 특이점을 가진다)와도 비슷하다'라고 쓰고 있다.
상술의 논문에서 티플러는 상술의 양자 중력 이론과 확장 표준 모형을 통합하는 것으로, 물리학에서의 모든 힘을 통합하는 올바른 만물의 이론 (TOE)을 형성한다고 주장하고 있다.
티플러의 논문은 Reports on Progress in Physics (2005년 [Vol. 68])에 게재된 50의 논문 중에서, 12개의 "Highlights of 2005" (우수 논문)의 하나로 선택되었다. 이 선정은 편집 위원회의 어려운 심사에 의하는 것이다. Reports on Progress in Physics는 영국 물리학회의 주요한 학회잡지이다 (Journal Citation Reports의 임펙트 팩터에 의함).

## 저작
- Frank J. Tipler, The Physics of Christianity (New York: Doubleday, 2007), ISBN 0385514247. 제1장과 제2장의 발췌
- Frank J. Tipler, The Physics of Immortality: Modern Cosmology, God and the Resurrection of the Dead (New York: Doubleday, 1994), ISBN 0198519494.
- John D. Barrow and Frank J. Tipler, Foreword by John A. Wheeler, The Anthropic Cosmological Principle (Oxford: Oxford University Press, 1986), ISBN 0198519494. 제1장의 발췌

## 논문·기사
- Smithsonian/NASA Astrophysics Data System (ADS) search for articles by Tipler. University of Nottingham mirror search.[깨진 링크(과거 내용 찾기)]
- arXiv.org search for articles by Tipler. xxx.lanl.gov mirror search.
- "Various Articles by Prof. Frank J. Tipler," Theophysics.
- F. J. Tipler, "The Star of Bethlehem: A Type Ia/Ic Supernova in the Andromeda Galaxy?," Observatory, Vol. 125 (June 2005), pp. 168-174. 이쪽에도 있다.
- F. J. Tipler, "The structure of the world from pure numbers," Reports on Progress in Physics, Vol. 68, No. 4 (April 2005), pp. 897-964. 이쪽도 참조. 또 "Feynman-Weinberg Quantum Gravity and the Extended Standard Model as a Theory of Everything,"로도 나오고 있다 (arXiv:0704. 3276, 2007년 4월 24일)
- Frank Tipler, "The Omega Point and Christianity," Gamma, Vol. 10, No. 2 (April 2003), pp. 14-23; 오자를 수정해 포맷 에러를 수정한 판이 이쪽과 이쪽과 이쪽에 있다.
- Frank J. Tipler, "Intelligent life in cosmology," International Journal of Astrobiology, Vol. 2, Issue 2 (April 2003), pp. 141-148; 이쪽에도 있다. 이쪽도 참조. 또 arXiv:0704. 0058, March 31, 2007. 도 있다.
- Frank J. Tipler, "The Value/Fact Distinction: Coase's Theorem Unifies Normative and Positive Economics," Social Science Research Network (SSRN), January 15, 2007.
- Frank J. Tipler, "Refereed Journals: Do They Insure Quality or Enforce Orthodoxy?," Progress in Complexity, Information, and Design (PCID), Vols. 2.1 and 2.2 (January-June 2003). See also 이쪽과 이쪽과 이쪽도 참조. 또, Uncommon Dissent: Intellectuals Who Find Darwinism Unconvincing의 제7장으로서 출판되고 있다. edited by William A. Dembski, Foreword by John Wilson (Wilmington, Delaware: ISI Books, 2004), ISBN 1932236309.

## 같이 보기
- 존 D. 배로
- 데이비드 도이치
- 대통일 이론 (GUT)
- 양자 중력
- 모의현실
- 만물의 이론 (TOE)
- 통일장 이론